# Cavicularia

## Jellemzői
Cavicularia densa az egyetlen faja a Cavicularia májmoha nemzetségnek. Ezt a Japánban endemikus mohát először Franz Stephani írta le 1897-ben. A faj finom, agyagos, nedves talajon nő.
A növények thalloid (telepes) felépítésűek, a telepeik laposak. Megkülönböztethető a telepek alsó és felső oldala és van egy gyenge központi sejtköteg a telep belsejében. A telep hasi oldalán vékony pikkelyek nőnek két sorban. A pikkelyek és a központi sejtköteg közötti régióban kicsi fül-alakú domatia-k vannak, amelyekben a cianobaktérium (Nostoc) alga kolóniák nőnek. 

### Szaporodása
A növények kétlakiak, a hím (antheridia) és női (archegonia) ivarszervek különböző növényeken fejlődnek ki.  A növények ivartalanul is képesek szaporodni a telepek felszínén lévő félhold alakú mélyedésekben fejlődő többsejtű gemmák (sarjtestek) segítségével. A spórák gömb alakúak, apolárisak. Felületük díszítés nélküli, csak apró papillák borítják a felszínüket. A gametofita fejlődése endoszporikus, azaz a sejtosztódás a spóra falán belül kezdődik meg. Ez a fejlődési sajátosság általában a xerikus (száraz) környezetből származó májmohákra jellemző, nem pedig a nedves élőhelyeken élőkre, mint amilyen a Cavicularia densa. Amint a fiatal gametofita kicsírázik és feltöri a spóra falát, amelyből egy több sejtrétegből álló előtelep jön létre, amelyből majd a felnőtt növény fejlődik ki.

## Taxonómiai helyzete
A Cavicularia nemzetséget a Blasiaceae családba sorolják, a Blasia nemzetséggel együtt. A két nemzetséget a sporofiton spóratok alján lévő gallér hiánya és a hímivarsejteket termelő antheridia (hímivarszervek) csoportos elrendeződése alapján különböztetik meg. Mind a Blasia, mind a Cavicularia nemzetség tagjai szimbiózisban élnek a Nostoc cianobaktérium algákkal. A hasonlóságok miatt a hagyományos taxonómiai besorolás ellenére a két nemzetséget nem mindenki tartja egy taxonómiai csoportnak, a helyzetük "problémás". A helyzetet remélhetőleg a molekuláris taxonómiai vizsgálatok majd tisztázni fogják.

## Felhasználása
A cavicularin nevű kémiai vegyületet ebből a fajból izolálták. A cavicularin figyelemre méltó, mivel az első olyan természetből izolált vegyület, amely különleges optikai aktivitást mutat, ugyanis mind planáris, mind axiális kiralitást is mutat egyszerre.

## Fordítás
Ez a szócikk részben vagy egészben  a   Cavicularia című angol Wikipédia-szócikk ezen változatának fordításán alapul.  Az eredeti cikk szerkesztőit annak laptörténete sorolja fel. Ez a jelzés csupán a megfogalmazás eredetét és a szerzői jogokat jelzi, nem szolgál a cikkben szereplő információk forrásmegjelöléseként.

## További irodalom
- Bartholomew-Began (2009). „Juvenile gametophyte development in the Blasiales. 3. Sporeling ontogeny of Cavicularia densa”. The Bryologist 112 (2), 354–358. o. DOI:10.1639/0007-2745-112.2.354.
- Shimamura, Masaki; Furuki, Tatsuwo; Deguchi, Hironori (2005). "Sporophyte anatomy of Cavicularia densa (Blasiaceae)". The Bryologist. 108 (3): 420–426. doi:10.1639/0007-2745(2005)108[0420:saocdb]2.0.co;2.

## Külső hivatkozások
- 우리나라 에 이런 '이끼' 가 있었네 (koreaiul)